# Wordfeud
Wordfeud est un jeu de mots croisés en ligne pour téléphone intelligent et tablette créé en 2010 par Håkon Bertheussen dont il a fait la fortune. Trois millions de joueurs par mois y jouaient en 2014.

## Présentation
Le jeu est le clone d'un des jeux de plateau les plus connus du monde, le Scrabble, dont il reprend les grands principes : tirage de lettres au hasard, confection de mots par assemblage de lettres ; valeur attribuée à chaque lettre ; plateau comportant des cases qui doublent ou triplent la valeur de la lettre ou du mot qui y est posé.
Il est distribué par téléchargement en version freemium (gratuite avec publicité intégrée, payante sans publicité).
En 2011, un café hollandais a fait l'actualité car il interdisait de jouer à WordFeud afin de conserver un minimum de convivialité entre les consommateurs trop accaparés par le jeu.
Le terme word feud vient de l'anglais et signifie littéralement querelle de mots. Feud est prononcé "fiud" avec un u trainant proche du son eu.

## Système de jeu
Wordfeud est inspiré du Scrabble. Le jeu se compose d'un plateau et de 104 jetons (102 lettres et 2 jokers). Joué sous forme de duel, le joueur qui obtient le plus grand nombre de points a gagné. Le hasard détermine le premier joueur. Chaque joueur reçoit 7 lettres au hasard, qui seront renouvelées tout au long du jeu. Chaque tour dure 72h au maximum, après quoi la partie est terminée d'office.
Pour obtenir des points, il faut poser sur le plateau les jetons portant des lettres (dont la cote diminue avec la fréquence d'apparition dans l'alphabet) en formant des mots admis dans le dictionnaire de référence. On doit poser les jetons en ligne ou en colonne. On peut passer son tour, ou demander l'échange de toutes ses lettres. Si un joueur utilise les sept lettres à la fois, il est récompensé par 40 points supplémentaires.
Le plateau comprend 225 cases (15 par côté) dont un certain nombre d'emplacements à valeur ajoutée (beaucoup plus nombreuses qu'au Scrabble).
| Type   | Nombre de cases | Enjeu                |
| ------ | --------------- | -------------------- |
| Θ      | 1               | Point de départ      |
| Neutre | 160             |                      |
| LD     | 24              | Lettre compte double |
| LT     | 20              | Lettre compte triple |
| MD     | 12              | Mot compte double    |
| MT     | 8               | Mot compte triple    |

Il y a quatre jetons de plus qu'au Scrabble qui comporte 100 jetons. La distribution est similaire au Scrabble. Les valeurs des jetons varient légèrement de Scrabble à Wordfeud.
Il est possible de jouer jusqu'à 30 matchs à la fois avec des adversaires connus ou aléatoires.
À la fin de la partie, l'image du plateau peut être publié sur les réseaux sociaux (Facebook et Twitter).
La sélection des adversaires est aléatoire ou déterminée, volontaire ou subie. Il n'est pas possible de jouer seul, ni contre la machine. Des éléments de statistique forment le palmarès (profil) de chaque joueur-se, qui peut aussi consulter celui de ses adversaires. Un écran prévu pour les dialogues écrits (tchat) permet les échanges verbaux pendant la partie en cours.
Une cote des joueurs s'établit automatiquement: tout joueur commence avec un indice à 1200, et perd ou gagne des points en fonction des victoires et défaites contre des joueurs plus ou moins cotés que lui.
Une règle du jeu décrit les mots recevables, le mode de placement et la nature du dictionnaire de référence (qui est inconnu de tous).

## Développement
Le jeu est créé et développé en 2010 par Håkon Bertheussen (1983-) sous couvert de la société HBwares (Trondheim, Norvège).
En septembre 2011, 690 000 exemplaires avaient été téléchargés en Suède seulement.
Le jeu est disponible en danois, anglais (américain), anglais (international), finnois, français, néerlandais, norvégien (bokmål), norvégien (nouveau norvégien), espagnol, suédois et allemand.

## Commercialisation
Le passage à la version sans publicité coute 5,49 € en 2020 et 6,99 € en 2025. Les revenus proviennent à 60% des affichages publicitaires disposés de manière assez intrusive dans l'application, et à 40% de l'achat de la version sans publicité.
Les profits engrangés par le créateur du jeu sont élevés : de 2012 à 2023, le jeu rapporte 34 millions d'euros de Håkon Bertheussen,. Fortune faite, celui-ci cesse de travailler en 2017. En 2018, il engrange 2,1 millions d'euros. En 2023, Bertheussen IT, développeur de Wordfeud, gagne 4,2 millions d'euros (57 millions de couronnes).